# Nowa Moza
Nowa Moza (niderl. Nieuwe Maas) – odnoga w Delcie Renu-Mozy-Skaldy w Holandii. Rzeka bierze swój początek u ujścia dwóch rzek: Noord i Lek, przepływa przez zachodnią część Rotterdamu. W dolnym biegu, w okolicach miasta Vlaardingen łączy się ze Starą Mozą tworząc Scheur. Całkowita długość rzeki wynosi 24 km.